# Tralonca
Tralonca ist eine Gemeinde im französischen Département Haute-Corse auf der Insel Korsika. Sie gehört zum Kanton Golo-Morosaglia im Arrondissement Corte. Die Bewohner nennen sich Traloncais oder Tralunchesi.

## Geografie
Tralonca ist eine Streusiedlung auf 756 Metern über dem Meeresspiegel im korsischen Gebirge und ist durch die Départementsstraße D41 an das überregionale Straßennetz angeschlossen. Nachbargemeinden sind Soveria im Nordwesten, Omessa im Norden, Lano und Rusio im Nordosten, Santa-Lucia-di-Mercurio im Südosten sowie Corte im Südwesten.
Zu Tralonca gehören auch die Weiler Bistuglio und Pecorellu.

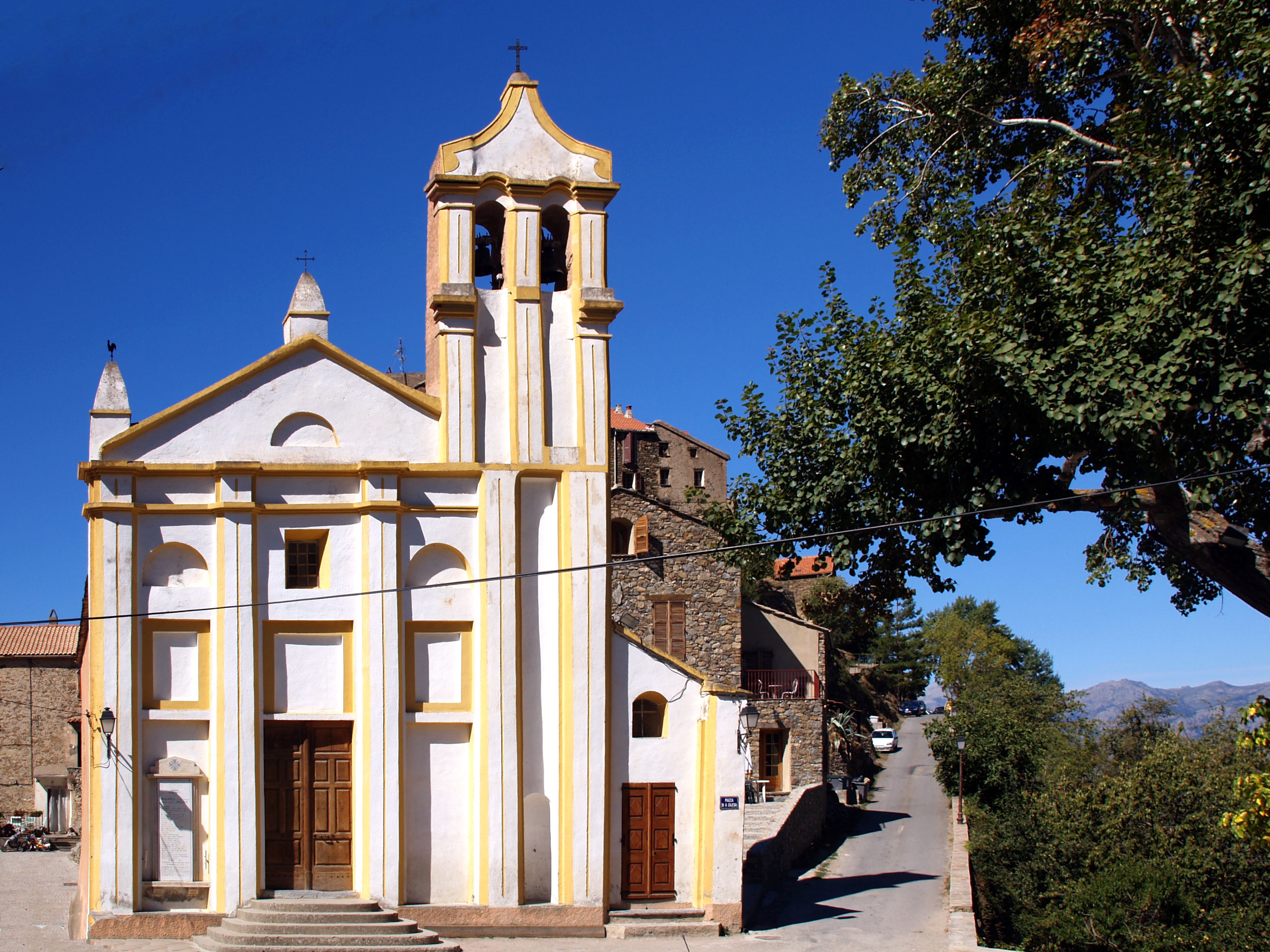
Kirche San Bernardinu aus dem 15. Jahrhundert

## Bevölkerungsentwicklung
| Jahr      | 1962 | 1968 | 1975 | 1982 | 1990 | 1999 | 2008 | 2012 |
| --------- | ---- | ---- | ---- | ---- | ---- | ---- | ---- | ---- |
| Einwohner | 127  | 92   | 73   | 74   | 48   | 64   | 93   | 102  |